# Bildtafel der Verkehrszeichen in Japan
Die Bildtafel der Verkehrszeichen in Japan zeigt eine Auswahl wichtiger Verkehrszeichen in Japan.
In Japan sind Straßenschilder (道路標識 dōro-hyōshiki) durch die „Verordnung über Straßenschilder, Straßenlinien, und Fahrbahnmarkierungen“ (道路標識、区画線及び道路標示に関する命令 dōro-hyōshiki, kukaku-sen oyobi dōro hyōji ni kan suru meirei) aus dem Jahr 1968 standardisiert, die ihren Ursprung in der „Verordnung zur Standardisierung von Straßenschildern“ der Präfekturpolizei Tokio von 1934 und der „Verordnung über Straßenschilder“ des japanischen Innenministeriums von 1942. Die bisherigen Entwürfe wurden nach mehreren Änderungen der Verordnung seit 1986 verwendet.
Sie sind unterteilt in „Hauptzeichen“ (本標識, hon-hyōshiki) und „Zusatzzeichen“ (補助標識, hojo-hyōshiki).

## Hauptzeichen
Hauptzeichen (本標識, hon-hyōshiki) werden in vier Kategorien unterteilt:
- Leitzeichen
- Warnzeichen
- Gebots-/Verbotszeichen
- Hinweiszeichen

### Leitzeichen
Leitzeichen (案内標識, annai-hyōshiki) zeigen Richtungen und Entfernungen an. Auf Autobahnen und Schnellstraßen haben sie einen dunkelgrünen Hintergrund und weiße Schrift, in städtischen Gebieten und auf Nationalstraßen einen dunkelblauen Hintergrund und weiße Schrift. Die Beschriftung ist normalerweise auf Japanisch und Englisch. Seit 2014 wird die Schriftart Vialog für englische Wörter und romanisierte Ortsnamen verwendet.

101: Gemeinde
102-A: Präfektur
102-B: Präfektur
103-A: Richtung der Einfahrt
103-B: Richtung der Einfahrt
104: Ankündigung einer Einfahrt
105-A: Ziel, Richtung und Entfernung
105-B: Ziel, Richtung und Entfernung
105-C: Ziel, Richtung und Entfernung
106-A: Ziel und Entfernung
106-B: Ziel und Entfernung
106-C: Ziel und Entfernung
107-A: Ziel und zugehörige Spur
107-B: Ziel und zugehörige Spur
108-A: Ziel und Richtung (Ankündigung)
108-B: Ziel und Richtung (Ankündigung)
108-B: Ziel und Richtung (Ankündigung)
108-2-A: Ziel und Richtung
108-2-B: Ziel und Richtung
108-2-B: Ziel und Richtung
108-2-C: Ziel und Richtung
108-2-D: Ziel und Richtung
108-2-E: Ziel und Richtung
108-3: Ziel, Richtung und Straßenname (Ankündigung)
108-4: Ziel, Richtung und Straßenname
109: Ausfahrt (Ankündigung)
110-A: Ziel und zugehörige Ausfahrt (Ankündigung)
110-A: Ziel und zugehörige Ausfahrt (Ankündigung)
111-A: Ziel, zugehörige Spur und zugehörige Ausfahrt (Ankündigung)
111-B: Ziel, zugehörige Spur und zugehörige Ausfahrt (Ankündigung)
112-A: Ziel und zugehörige Ausfahrt
112-B: Ziel und zugehörige Ausfahrt
113-A: Ausfahrt
113-B: Ausfahrt
114-A: Berühmter Ort
114-A: Berühmter Ort
114-B: Berühmter Ort
114-C: Berühmter Ort
114-2-A: Wichtiger Ort
114-2-B: Wichtiger Ort
115: Mautstelle
116: Raststätte mit Entfernung
116-2-A: Raststätte (Ankündigung)
116-2-A: Raststätte (Ankündigung)
116-2-B: Raststätte (Ankündigung)
116-3-A: Raststätte
116-3-A: Raststätte
116-3-B: Raststätte
116-4: Notruftelefon
116-5: Ausweichstelle
116-6: Nothaltebucht
117-A: Parkplatz
117-B: Parkplatz
117-2: Einfahrt vom Rastplatz zurück auf die Hauptstraße
117-3-A: Spur für langsameren Verkehr
117-3-B: Spur für langsameren Verkehr
118-A: Nationalstraße
118-B: Nationalstraße
118-C: Nationalstraße
118-2-A: Präfekturstraße
118-2-B: Präfekturstraße (allgemeine Präfekturstraße)
118-2-B: Präfekturstraße (lokale Hauptstraße)
118-2-B: Präfekturstraße (allgemeine Präfekturstraße)
118-2-B: Präfekturstraße (lokale Hauptstraße)
118-3: Schnellstraße (Expressway)
118の4-A: Ausgewiesene Straße für Fahrzeuge mit angegebenem Bruttogewicht oder höher
118の4-B: Ausgewiesene Straße für Fahrzeuge mit angegebenem Bruttogewicht oder höher
118の5-A: Ausgewiesene Straße mit Höhenbegrenzung
118の5-B: Ausgewiesene Straße mit Höhenbegrenzung
118の5-C: Ausgewiesene Straße mit Höhenbegrenzung
118の5-D: Ausgewiesene Straße mit Höhenbegrenzung
118の4 und 118の5: Ausgewiesene Straße für Fahrzeuge mit angegebenem Bruttogewicht oder höher und Ausgewiesene Straße mit Höhenbegrenzung
118の4 und 118の5: Ausgewiesene Straße für Fahrzeuge mit angegebenem Bruttogewicht oder höher und Ausgewiesene Straße mit Höhenbegrenzung
119-A: Straßenname
119-B: Straßenname
119-C: Straßenname
119-D: Straßenname (C1 Shuto-Expressway)
120-A: Umleitung
120-B: Umleitung
121-A: Aufzug
121-B: Aufzug
121-C: Aufzug
122-A: Rolltreppe
122-B: Rolltreppe
122-C: Rolltreppe
123-A: Rampe
123-B: Rampe
123-C: Rampe
124-A: Bushaltestelle
124-B: Bushaltestelle
124-C: Bushaltestelle
125-A: Straßenbahnhaltestelle
125-B: Straßenbahnhaltestelle
125-C: Straßenbahnhaltestelle
126-A: Toilette
126-B: Toilette
126-C: Toilette

### Warnzeichen
Warnzeichen (警戒標識, keikai-hyōshiki) warnen Autofahrer vor Gefahren oder Situationen, auf die sie achten müssen. Ihr Design, die schwarzen Piktogramme und Ränder auf einer gelben Raute (in der Regel 45 cm pro Seite), basiert auf dem US-amerikanischen Manual on Uniform Traffic Control Devices (da Japan zu den wichtigsten Nicht-NATO-Verbündeten gehört).

201-A: Kreuzung
201-B: Seitenkreuzung rechts
201-B: Seitenkreuzung links
201-C: T-Kreuzung
201-D: Y-Kreuzung
201-2: Kreisverkehr
202: Kurve rechts
202: Kurve links
203: Scharfe Kurve rechts
203: Scharfe Kurve links
204: Doppelkurve (zunächst rechts)
204: Doppelkurve (zunächst links)
205: Scharfe Doppelkurve (zunächst rechts)
205: Scharfe Doppelkurve (zunächst links)
206: Mehr als zwei aufeinanderfolgende Kurven (zunächst rechts)
206: Mehr als zwei aufeinanderfolgende Kurven (zunächst links)
207-A: Bahnübergang (Dampflok)
207-B: Bahnübergang (Zug)
208: Schule, Kindergarten
208-2: Ampel
208-2: Ampel (Blau)
209: Schleudergefahr
209-2: Steinschlag
209-3: Unebene Fahrbahn
210: Einmündung voraus
211: Ende der Spur voraus
212: Verengte Fahrbahn
212-2: Gegenverkehr
212-3: Steigung
212-4: Gefälle
213: Baustelle
214: Seitenwind
214の2: Wildwechsel (Hirsche)
214の2: Wildwechsel (Affen)
214の2: Wildwechsel (Marderhund)
214の2: Wildwechsel (Hasen)
215: Andere Gefahren

### Gebots-/Verbotszeichen
Gebots-/Verbotszeichen (規制標識, kisei-hyōshiki) weisen auf die Vorschriften der einzelnen Straßen hin, um den Straßenzustand zu erhalten und Gefahren im Verkehr zu vermeiden.

301: Straße gesperrt
302: Gesperrt für alle Fahrzeuge
303: Einfahrverbot für Fahrzeuge
304: Gesperrt für alle Fahrzeuge außer Motorräder
305: Gesperrt für LKWs
306: Gesperrt für Busse
307: Gesperrt für Motorräder und Mopeds
308: Gesperrt für unmotorisierte Fahrzeuge außer Fahrrädern
309: Gesperrt für Fahrräder
310: Gesperrt für Kraftfahrzeuge, Motorräder und Mopeds
310: Gesperrt für LKWs und Busse
310: Gesperrt für unmotorisierte Fahrzeuge und Fahrräder
310-2: Verbot von zweisitzigen Motorrädern
310-3: Schneeketten vorgeschrieben
311-A: Vorgeschriebene Fahrtrichtung – geradeaus und rechts
311-A: Vorgeschriebene Fahrtrichtung – geradeaus und links
311-B: Vorgeschriebene Fahrtrichtung – rechts
311-B: Vorgeschriebene Fahrtrichtung – links
311-C: Vorgeschriebene Fahrtrichtung – geradeaus
311-D: Vorgeschriebene Fahrtrichtung – links und rechts
311-E: Verbot des Fahrens außerhalb der vorgesehenen Richtungen (kein Linksabbiegen diagonal nach oben)
311-F: Vorgeschriebene Vorbeifahrt – links vorbei
311-F: Vorgeschriebene Vorbeifahrt – rechts vorbei
312: Verbot zum Überqueren der Mittellinie
313: Wendeverbot
314: Überholverbot
315: Absolutes Haltverbot
316: Eingeschränktes Haltverbot
318: Parken mit Zeitbegrenzung
319: Verbot für Kraftfahrzeuge mit gefährlichen Gütern
320: Verbot für Fahrzeuge über angegebenes tatsächliches Gewicht
321: Verbot für Fahrzeuge über angegebene Höhe einschließlich Ladung
322: Verbot für Fahrzeuge über angegebene Breite einschließlich Ladung
323: Zulässige Höchstgeschwindigkeit
323 und 507-A: Ende der Geschwindigkeitsbeschränkung
323 und 507-C: Ende der Geschwindigkeitsbeschränkung, es gilt die allgemeine Höchstgeschwindigkeit
324: Vorgeschriebene Mindestgeschwindigkeit
325: Nur Kraftfahrzeuge
325-2: Nur Fahrräder
325-3: Nur Fußgänger und Fahrräder
325-4: Nur Fußgänger
326-A: Einbahnstraße
326-A: Einbahnstraße
326-B: Einbahnstraße
326-2-A: Einbahnstraße für Fahrräder
326-2-B: Einbahnstraße für Fahrräder
327: Überholverbot für kleine Motorisierte Fahrzeuge
327-2: Vorgeschriebene Spur für angegebene Fahrzeuge
327-3: Vorgeschriebene Spur für Sattelschlepper auf Expressways
327-4: Busspur
327-2-4: Fahrradspur
327-5: Spur mit Vorrang für Busse
327-6: Spur für Sattelschlepper
327-7-A: Vorgeschriebene Fahrtrichtungen in den jeweiligen Spuren
327-7-B: Vorgeschriebene Fahrrichtung auf dieser Spur
327-7-C: Vorgeschriebene Fahrrichtung auf dieser Spur
327-7-D: Vorgeschriebene Fahrrichtung auf dieser Spur
327-8: Zweistufiges Abbiegen mit Mopeds erlaubt
327-9: Zweistufiges Abbiegen mit Mopeds verboten
327-10: Kreisverkehr
327-11: Parken parallel zur Straße
327-12: Parken quer zur Straße
327-13: Parken schräg zur Straße
328: Hupen
331: Verbot für Fußgänger
332: Überqueren der Straße für Fußgänger verboten
332: Überqueren der Straße für Fußgänger verboten

#### Stoppschild
Im Gegensatz zu fast allen anderen Ländern der Welt verwendet Japan als Stoppschild ein rotes, nach unten zeigendes Dreieck mit dem Text 止まれ (tomare) & „Stop“ (auf Englisch) in weiß.

329-A: Langsam fahren (Zweisprachig)
329-B: Langsam fahren (nur Japanisch, auslaufend seit 2017)
329-2: Vorfahrt gewähren (nur Japanisch, auslaufend seit 2017)
330-A: Halt (Zweisprachig)
330-B: Halt (nur Japanisch, auslaufend seit 2017)

Andere Varianten

330: Halt (nur Englisch, wird in Stützpunkten der US-Streitkräfte in Japan verwendet)
Halt (verwendet von 1950 bis 1960)
Halt (verwendet von 1960 bis 1963)

### Hinweiszeichen
Hinweiszeichen (指示標識, shiji-hyōshiki) zeigen Punkte und Einrichtungen auf der Straße an, auf die Autofahrer achten sollten.

401: Paralleles Fahrradfahren erlaubt
402: Fahren auf den Straßenbahngleisen erlaubt
403: Parkplatz, Parken erlaubt
404: Stehende Fahrzeuge erlaubt
405: Hauptstraße
406: Mittellinie
406: Haltlinie
407-A: Fußgängerübergang
407-B: Fußgängerüberweg
407-2: Überweg für Fahrräder
407-3: Überweg für Fußgänger und Fahrräder
408: Sicherheitszone
409-A: amtliche Bekanntmachung (Gesperrt für alle Fahrzeuge, außer Fahrräder, außer an Sonn- und Feiertagen, 8 bis 20 Uhr, in 100 Metern)
409-B: amtliche Bekanntmachung (Straße gesperrt für alle Fahrzeuge)

## Zusatzzeichen
Zusatzzeichen (補助標識, hojo-hyōshiki) werden in der Regel direkt unter Hauptzeichen angebracht und zeigen deren Gültigkeitsbereich wie z. B. Uhrzeit, Tag und Fahrzeugkategorie an. Die Breite der Schilder beträgt in der Regel 60 cm, und die Sätze sollten weniger als 7 Zeichen pro Zeile oder 3 Zeilen betragen.[8] Wenn die Sätze nicht kürzer als die Begrenzung sein können, sollten auswechselbare Schilder verwendet werden.

501: Beschränkung gilt für die nächsten 50 Meter
501: Beschränkung gilt in 100 Metern
501: Beschränkung gilt in der ganzen Stadt
502: Beschränkung gilt zur genannten Zeit
502: Beschränkung gilt ausgenommen Sonn- und Feiertage
503-A: Beschränkung gilt für genannte Fahrzeugtypen (LKWs)
503-A: Beschränkung gilt für genannte Fahrzeugtypen (alle ausgenommen Mopeds)
503-B: Beschränkung gilt für genannte Fahrzeugtypen (LKWs)
503-B: Beschränkung gilt für genannte Fahrzeugtypen (Busse)
503-C: Beschränkung gilt für genannte Fahrzeugtypen (LKWs über 3 Tonnen)
503-D: Beschränkung gilt nur für zugelassene Fahrzeuge
504: Größe der Stellplätze (6 Meter)
504-2: Begrenzung der Parkdauer (Parkuhr)
504-2: Begrenzung der Parkdauer (Parkticket)
505-A: Beschränkung gilt ab hier
505-B: Beschränkung gilt ab hier
505-C: Beschränkung gilt ab hier
506: Beschränkung gilt in diesem Bereich
506-2: Beschränkung gilt in diesem Bereich
507-A: Ende der Beschränkung
507-A: Ende der Beschränkung
507-C: Ende der Beschränkung
507-D: Ende der Beschränkung
508: Schule
508-2: Überholen verboten
509: Vorfahrt gewähren
509-2: Vorsicht (Bahnübergang)
509-3: Seitenwind
509-4: Wildwechsel
509-5: Vorsicht
510: Sichere Geschwindigkeit (30 km/h)
510: Schwacher Straßenrand
510-2: Lärmschutzzone
511: Beschränkung gilt in die angezeigte Richtung
512: Ortsname
513: Startpunkt
514: Endpunkt